# 生垣真太郎
生垣 真太郎（いけがきしんたろう、1973年 -）は。日本の小説家。

## 人物
北海道出身。1995年京都大学工学部卒業。ニューヨーク在住。
2003年『フレームアウト』で第27回メフィスト賞を受賞し、デビューする。

## 作品一覧
- 『フレームアウト』（講談社ノベルス） 2003年
- 『ハードフェアリーズ』（講談社ノベルス） 2003年
- 「よくあるモンスター映画に、たとえばこんなエピローグを」（『メフィスト』2004年1月号掲載）
- 「幼なじみ」（『メフィスト』2005年1月号掲載）
- 「キメラ」（『群像』2006年7月号掲載）